# Diglossa indigotica
El pinchaflor índigo (en Ecuador) o picaflor del Chocó (en Colombia) (Diglossa indigotica), también denominado diglosa añil o diglosa chocoana, es una especie de ave paseriforme de la familia Thraupidae, perteneciente al numeroso género Diglossa. Es nativo de regiones andinas del noroeste de América del Sur. 

## Distribución y hábitat
Se distribuye por la parte inferior de las laderas del oeste de la cordillera de los Andes, desde el noroeste de Colombia (Antioquia y Chocó), hacia el sur hasta el noroeste de Ecuador (hasta Pichincha).
Esta especie es considerada rara a localmente poco común en sus hábitats naturales: el dosel y los bordes de bosques nubosos con abundancia de musgos, principalmente en altitudes entre 1000 y 1600 m.

## Sistemática

### Descripción original
La especie D. indigotica fue descrita por primera vez por el zoólogo británico Philip Lutley Sclater en 1856 bajo el mismo nombre científico; su localidad tipo es: «Ecuador».

### Etimología
El nombre genérico femenino Diglossa proviene del griego «diglōssos» que significa de lengua doble, que habla dos idiomas; y el nombre de la especie «indigotica» proviene del latín moderno  «indigoticus»: de color azul índigo.

### Taxonomía
La especie Diglossa caerulescens era incluida en un género monotípico Diglossopis, al cual posteriormente se incorporaron otras tres especies, D. cyanea, D. glauca y la presente; sin embargo, los datos genético-moleculares de ADNmt indican que dicho grupo no es monofilético, a pesar del color azul predominante en todas.
Es monotípica. Los amplios estudios filogenéticos recientes demuestran que la presente especie es próxima a un clado integrado por  Diglossa sittoides y D. baritula + D. plumbea.